# خورخي كاسادو
خورخي كاسادو (بالإسبانية: Jorge Casado) (26 يونيو 1989 بمدريد في إسبانيا - ) هو لاعب كرة قدم إسباني في مركز الدفاع. لعب مع بونفيرادينا ورايو فايكانو ب وريال بيتيس وريال مدريد كاستيا وريال مدريد.

## وصلات خارجية
- خورخي كاسادو على موقع الاتحاد الأوربي (الإنجليزية)
- خورخي كاسادو على موقع قاعدة بيانات كرة القدم.إي يو (الإنجليزية)
- خورخي كاسادو على موقع Soccerbase.com (لاعب) (الإنجليزية)
- خورخي كاسادو على موقع Soccerway.com (الإنجليزية)
- خورخي كاسادو على موقع AS.com (الإسبانية)